# Dampierre-en-Crot
Dampierre-en-Crot est une commune française située dans le département du Cher en région Centre-Val de Loire.

## Géographie
La commune fait partie du canton de Vailly-sur-Sauldre ; en 2015, à la suite du redécoupage des cantons du département, elle fera partie du canton de Sancerre,.

### Climat
Pour des articles plus généraux, voir Climat du Centre-Val de Loire et Climat du Cher.
En 2010, le climat de la commune est de type climat océanique dégradé des plaines du Centre et du Nord, selon une étude du CNRS s'appuyant sur une série de données couvrant la période 1971-2000. En 2020, Météo-France publie une typologie des climats de la France métropolitaine dans laquelle la commune est exposée à un climat océanique altéré et est dans la région climatique  Centre et contreforts nord du Massif Central, caractérisée par un air sec en été et un bon ensoleillement. 
Pour la période 1971-2000, la température annuelle moyenne est de 10,6 °C, avec une amplitude thermique annuelle de 15,7 °C. Le cumul annuel moyen de précipitations est de 829 mm, avec 11,7 jours de précipitations en janvier et 7,4 jours en juillet. Pour la période 1991-2020, la température moyenne annuelle observée sur la station météorologique la plus proche, située sur la commune de Vailly-sur-Sauldre à 5 km à vol d'oiseau, est de 11,3 °C et le cumul annuel moyen de précipitations est de 792,8 mm,. Pour l'avenir, les paramètres climatiques de la commune estimés pour 2050 selon différents scénarios d'émission de gaz à effet de serre sont consultables sur un site dédié publié par Météo-France en novembre 2022.
| Mois                                  | jan.            | fév.             | mars           | avril         | mai           | juin          | jui.           | août         | sep.            | oct.            | nov.             | déc.             | année    |
| ------------------------------------- | --------------- | ---------------- | -------------- | ------------- | ------------- | ------------- | -------------- | ------------ | --------------- | --------------- | ---------------- | ---------------- | -------- |
| Température minimale moyenne (°C)     | 0,4             | −0,2             | 1,6            | 3,4           | 7,4           | 10,9          | 12,5           | 12,1         | 8,5             | 6,7             | 3,2              | 1                | 5,6      |
| Température moyenne (°C)              | 3,7             | 4,2              | 7,4            | 10,1          | 14            | 17,7          | 19,8           | 19,5         | 15,4            | 11,8            | 7,1              | 4,3              | 11,3     |
| Température maximale moyenne (°C)     | 7,1             | 8,7              | 13,2           | 16,8          | 20,7          | 24,4          | 27,1           | 26,9         | 22,4            | 17              | 11               | 7,6              | 16,9     |
| Record de froid (°C) date du record   | −22 16.01.1985  | −18,5 22.02.1986 | −13,5 01.03.05 | −7,4 09.04.03 | −3 07.05.1979 | −1 05.06.1991 | 2,3 04.07.1984 | 1 31.08.1986 | −1,5 21.09.1978 | −7,5 31.10.1997 | −11,5 24.11.1998 | −19,5 31.12.1985 | −22 1985 |
| Record de chaleur (°C) date du record | 17,6 05.01.1999 | 22,5 27.02.19    | 26,2 31.03.21  | 30 20.04.18   | 32,5 28.05.17 | 40 27.06.11   | 42 24.07.19    | 41 06.08.03  | 36 14.09.20     | 30,7 01.10.1985 | 23,2 08.11.15    | 19,8 16.12.1989  | 42 2019  |
| Précipitations (mm)                   | 70              | 60,1             | 58,2           | 61,5          | 71,3          | 56            | 61,9           | 60,1         | 60,3            | 75,2            | 76,8             | 81,4             | 792,8    |

## Urbanisme

### Typologie
Au 1er janvier 2024, Dampierre-en-Crot est catégorisée commune rurale à habitat très dispersé, selon la nouvelle grille communale de densité à 7 niveaux définie par l'Insee en 2022.
Elle est située hors unité urbaine. Par ailleurs la commune fait partie de l'aire d'attraction d'Aubigny-sur-Nère, dont elle est une commune de la couronne,. Cette aire, qui regroupe 16 communes, est catégorisée dans les aires de moins de 50 000 habitants,.

### Occupation des sols
L'occupation des sols de la commune, telle qu'elle ressort de la base de données européenne d’occupation biophysique des sols Corine Land Cover (CLC), est marquée par l'importance des territoires agricoles (93,3 % en 2018), une proportion identique à celle de 1990 (93,3 %). La répartition détaillée en 2018 est la suivante : 
terres arables (76,9 %), prairies (11,8 %), forêts (6,7 %), zones agricoles hétérogènes (4,5 %).
L'évolution de l’occupation des sols de la commune et de ses infrastructures peut être observée sur les différentes représentations cartographiques du territoire : la carte de Cassini (XVIIIe siècle), la carte d'état-major (1820-1866) et les cartes ou photos aériennes de l'IGN pour la période actuelle (1950 à aujourd'hui).

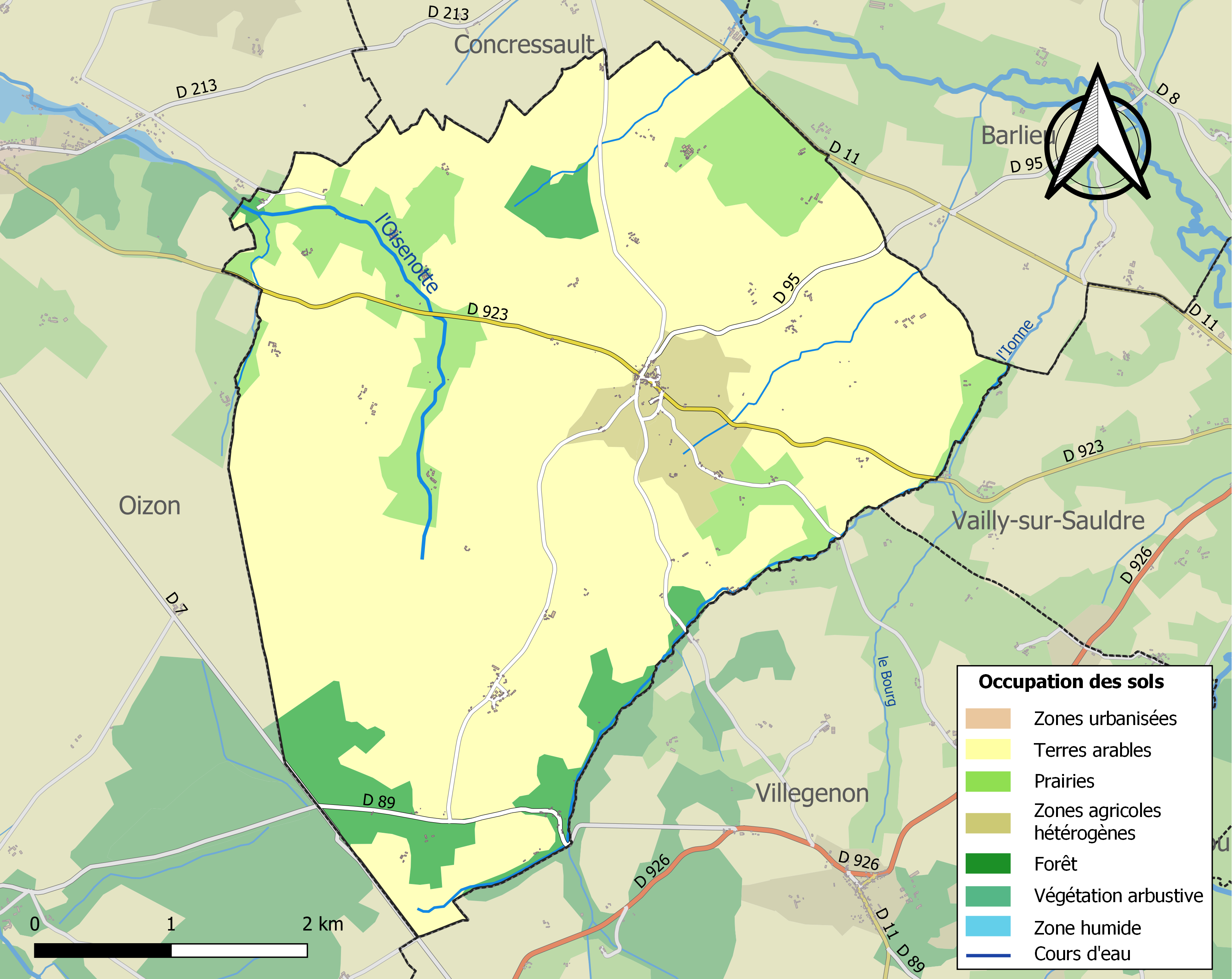
Carte des infrastructures et de l'occupation des sols de la commune en 2018 (CLC).

### Risques majeurs
Le territoire de la commune de Dampierre-en-Crot est vulnérable à différents aléas naturels : météorologiques (tempête, orage, neige, grand froid, canicule ou sécheresse) et séisme (sismicité très faible). Un site publié par le BRGM permet d'évaluer simplement et rapidement les risques d'un bien localisé soit par son adresse soit par le numéro de sa parcelle.

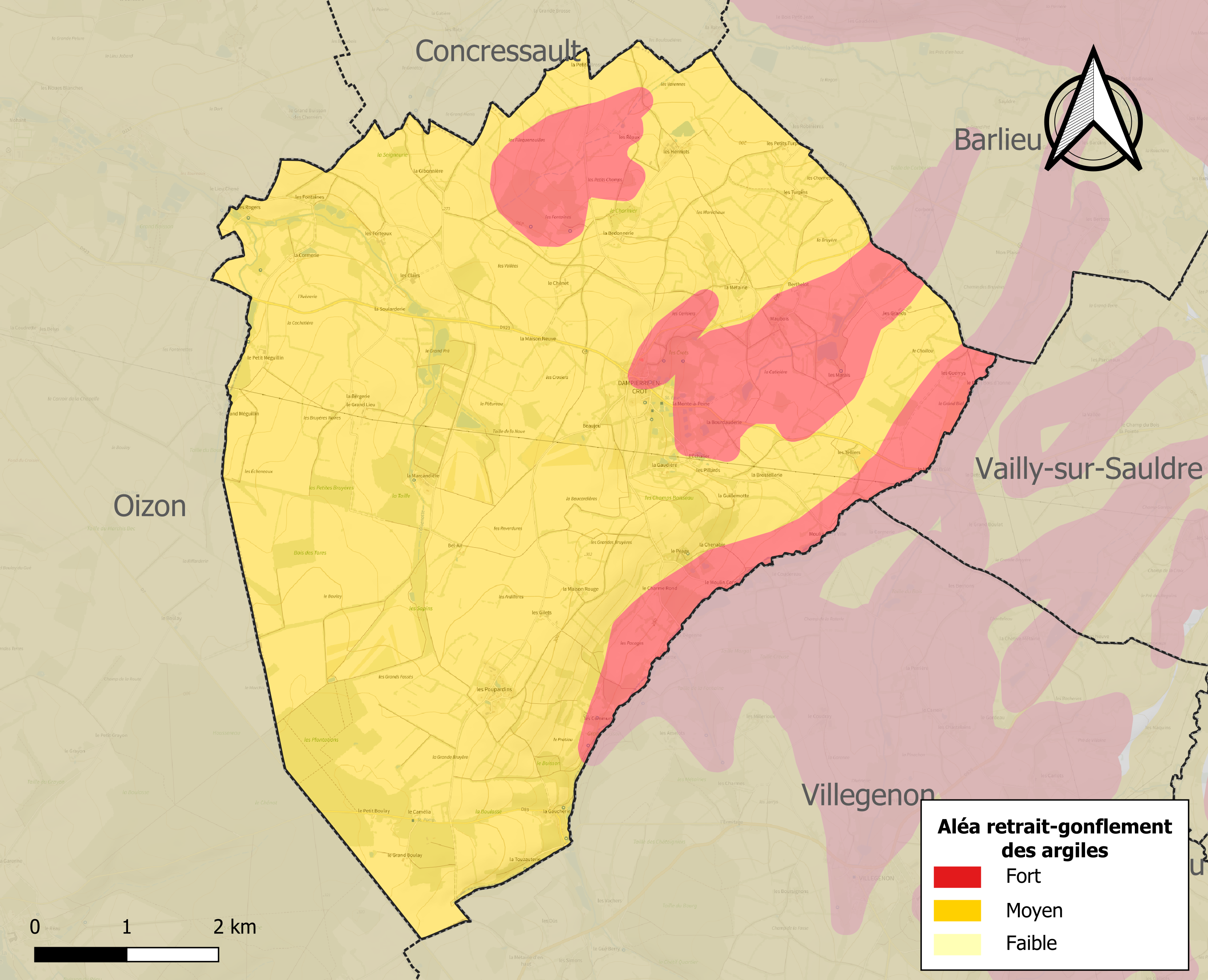
Carte des zones d'aléa retrait-gonflement des sols argileux de Dampierre-en-Crot.

Le retrait-gonflement des sols argileux est susceptible d'engendrer des dommages importants aux bâtiments en cas d’alternance de périodes de sécheresse et de pluie. La totalité de la commune est en aléa moyen ou fort (90 % au niveau départemental et 48,5 % au niveau national). Sur les 168 bâtiments dénombrés sur la commune en 2019, 168 sont en aléa moyen ou fort, soit 100 %, à comparer aux 83 % au niveau départemental et 54 % au niveau national. Une cartographie de l'exposition du territoire national au retrait gonflement des sols argileux est disponible sur le site du BRGM,.
Concernant les mouvements de terrains, la commune a été reconnue en état de catastrophe naturelle au titre des dommages causés par la sécheresse en 2018 et 2019 et par des mouvements de terrain en 1999.

## Toponymie
Dampierre est formé à partir du latin dominus = Seigneur et de Petrus = Pierre et donc est équivalent à Saint Pierre. Le culte des saints (apôtres, martyrs) se manifeste plus particulièrement à partir des Carolingiens. Les premiers glorifiés ont été Pierre, l'apôtre (Dompierre, Dampierre, Dompaire), Martin, l'évangélisateur de la Gaule (Dommartin, Dammartin), la Vierge (domna : Dannemarie, Donnemarie, Dommary). Formes anciennes du nom : de Domno Petro (1130), Donna Petra (1233), Dampetra (1243), Dampna Petra (1261, 1397), Demp Père (1345), Dampierre (1397, 1567, 1704, 1788, Cassini), Dempierre (1397), Dam Père (1426), Danp Père (1452), Damperre (1483, 1506), Damna Petra (1506, 1646), Dampierre sur Yonne (1509), Dompierre (1652, 1670), Dompierre en Berry (1670), Dampierre au Crot (1740, 1772), Dampierre en Berry (1784)https://les-noms-de-lieux-de-vailly-sur-sauldre.e-monsite.com/
Crot signifie « trou d'eau ».

## Histoire
Il s'y tenait au mois de juin, le jour de Saint-Pierre, une bonne foire de bestiaux.
En 1673 ; Charlotte Alamant ou Allamand, est citée : Dame (héritière) de Dampierre[-en-Crot], durant la première grande partie du XVIIes, une famille Allamant est seigneur de Dampierre.
En 1761 ; Françoise-Hélène d'Angennes est citée : Dame de Dampierre. En 1683, Dampierre avait été saisie.[réf. nécessaire]

### Historique du nom de la commune
- 1233 : Donna Petra
- 1243 : Dampetra
- 1261 : Parrochia de Dampna Petra
- 1345 : Parroiche de Demp Pere
- 1509 : Dampierre-sur-Yonne ; en fait, le nom du ruisseau : Ionne
- 1704 : Dampierre près Concressault
- 1740 : Dampierre au Crot[22]

## Politique et administration

### Liste des maires
| Période                                  | Période  | Identité           | Étiquette | Qualité                             |
| ---------------------------------------- | -------- | ------------------ | --------- | ----------------------------------- |
| Les données manquantes sont à compléter. |          |                    |           |                                     |
| avant 1995                               | ?        | Jean-Marc Eskenazy |           |                                     |
| mars 2001                                | 2008     | Joël Prat          |           |                                     |
| mars 2008                                | mai 2020 | Jacques Chatonnat  |           | Retraité d'une entreprise publique  |
| mai 2020                                 | En cours | Bertrand Lejus,    | LR        | Agriculteur sur grande exploitation |

### Politique environnementale
Dans son palmarès 2016, le Conseil National des Villes et Villages Fleuris de France a attribué une fleur à la commune au Concours des villes et villages fleuris.

## Démographie
L'évolution du nombre d'habitants est connue à travers les recensements de la population effectués dans la commune depuis 1793. Pour les communes de moins de 10 000 habitants, une enquête de recensement portant sur toute la population est réalisée tous les cinq ans, les populations de référence des années intermédiaires étant quant à elles estimées par interpolation ou extrapolation. Pour la commune, le premier recensement exhaustif entrant dans le cadre du nouveau dispositif a été réalisé en 2008.

En 2022, la commune comptait 203 habitants, en évolution de −0,49 % par rapport à 2016 (Cher : −2,48 %, France hors Mayotte : +2,11 %).
| 1793 | 1800 | 1806 | 1821 | 1831 | 1836 | 1841 | 1846 | 1851 |
| ---- | ---- | ---- | ---- | ---- | ---- | ---- | ---- | ---- |
| 445  | 445  | 530  | 507  | 545  | 655  | 638  | 647  | 625  |

| 1856 | 1861 | 1866 | 1872 | 1876 | 1881 | 1886 | 1891 | 1896 |
| ---- | ---- | ---- | ---- | ---- | ---- | ---- | ---- | ---- |
| 639  | 686  | 700  | 637  | 685  | 667  | 656  | 687  | 701  |

| 1901 | 1906 | 1911 | 1921 | 1926 | 1931 | 1936 | 1946 | 1954 |
| ---- | ---- | ---- | ---- | ---- | ---- | ---- | ---- | ---- |
| 703  | 684  | 640  | 537  | 526  | 466  | 466  | 463  | 396  |

| 1962 | 1968 | 1975 | 1982 | 1990 | 1999 | 2006 | 2008 | 2013 |
| ---- | ---- | ---- | ---- | ---- | ---- | ---- | ---- | ---- |
| 350  | 312  | 262  | 239  | 266  | 239  | 223  | 219  | 208  |

| 2018 | 2022 | - | - | - | - | - | - | - |
| ---- | ---- | - | - | - | - | - | - | - |
| 203  | 203  | - | - | - | - | - | - | - |

## Économie
L'ancienne auberge est un lieu mythique du Pays-Fort qui depuis la fin des années 1950 avait été laissée à l'abandon. Depuis 2003, elle est sortie de son délabrement peu à peu grâce à une initiative privée. Les artisans locaux ont été à l'oeuvre pour rénover ce patrimoine rural inscrit à l'Inventaire des Monuments Historiques.

## Culture locale et patrimoine

### Lieux et monuments
- Église Saint-Pierre.

- Ancienne auberge dans le Haut du Bourg qui date de la fin du XVIIe siècle, en restauration depuis 2003. Sur sa façade, on peut lire l'inscription : « Ici on loge à pied et à cheval bon vin bon logis café et eau de vie » restaurée par un ébéniste de Sury-ès-Bois.

### Personnalités liées à la commune
- Jean-Désiré Bailly (1923-2002), chanteur et accordéoniste est né et a grandi dans la commune.